# شجرة الشمع
شجرة الشمع أو الشمعية أو العِطرة (الاسم العلمي: Myrica)، جنس أشجار وشجيرات من فصيلة الشمعيات. أعطانها في إفريقيا وآسية وأورُبّة وأمريكة الشمالية وأمريكة الجنوبية.